# 山形県総合運動公園
山形県総合運動公園（やまがたけんそうごううんどうこうえん、英語: Yamagata Prefectural General Sports Park）とは、山形県天童市にある広域運動公園。愛称は「べにばなスポーツパーク」。

## 概要
1992年に開催の「べにばな国体」秋季大会に向けて、県が天童市南部に1982年から整備を進め、1991年6月1日に国体向けの陸上競技場、サブグラウンド、総合体育館等の供用を開始。1996年8月1日には付帯施設等の整備完了によって、全施設の供用を始めた。その後、第2運動広場、駐車場等、第3運動広場の整備によって、総面積は約56.1haとなった。
園内には、総合体育館、陸上競技場、野球場などのスポーツ施設、いこいの広場、遊びの森などのレクリエーション施設が設けられている。
開場当初は、県の外郭団体である山形県総合運動都市公園公社が県から公園の管理運営を受託していた。その後、公園は指定管理者制度を導入。2014年2月まではやまがたスポーツパークが指定管理者を担い、同年3月からは同社を吸収合併したモンテディオ山形が指定管理者を引き継いだ（詳細はモンテディオ山形#運営法人の株式会社化を参照）。

## 施設

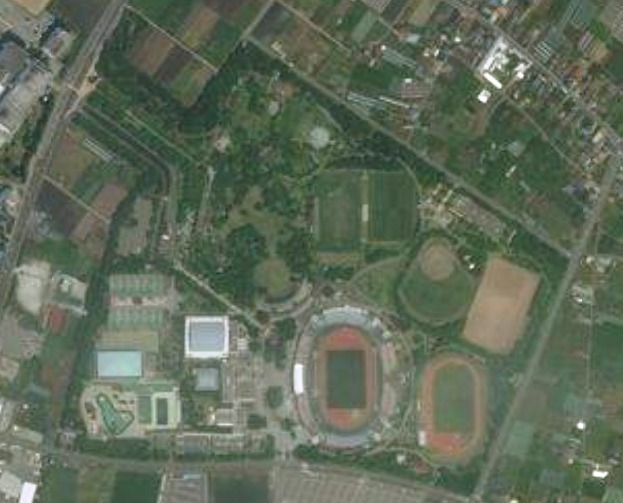
衛星図

### 野球場
プロ野球・東北楽天ゴールデンイーグルスの2軍の練習場、また準本拠地として使用することを前提として、合宿所や屋内練習所を建設する予定であったが、合宿所と練習所の移動が長距離になるとして事実上撤回された。なおイーグルス2軍は同市にある天童市スポーツセンター野球場でも年数回公式戦を行っていた。
- 両翼 91m、センター 122m
- 収容人員：2624人（内野の一部が座席、それ以外は芝生席）
- 電光スコアボード（氏名表示なし）

### 総合体育館

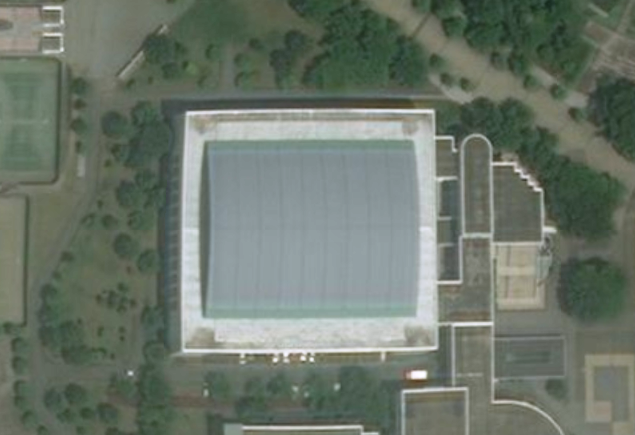
総合体育館衛星図

アリーナ・サブアリーナの他、日本水泳連盟公認の屋内プール、公衆温泉も備えている。
RC造、地下1階・地上3階。建築面積14,680m2、建築床面積21,628m2
アリーナは、B.LEAGUE・パスラボ山形ワイヴァンズがホームアリーナに指定するほか、廃部となったVリーグ・パイオニア・レッドウィングスもホームゲームで使用していた。
- アリーナ
  - フロア面積 2,446m2
  - 観覧席 3,112 収納可動席 864

### その他
- 屋内多目的コート
- テニスコート
- サッカー・ラグビー場
- 屋内プール
- 多目的広場など

### 計画
モンテディオ山形は、陸上競技場を本拠地としているが、Jリーグクラブライセンス制度に基づく屋根の敷設率が収容人員の3分の1に満たないこと、施設の老朽化が進み、雨漏りなどの劣化が著しいことから、県内の天童市、ないしは山形市を有力候補地として新スタジアムの建設が検討されていたが、2022年3月14日、モンテディオ側が、当公園南側にある駐車場の用地を予定地として専用球技場の建設計画を進めていることを山形県に伝えていた ことが分かった。
天童市長・山本信治は、この建設予定地に代わる新たな駐車場の建設用地を確保する意向を示すとともに、山形県知事の吉村美栄子も「そうしたこと（天童市長の意向）を踏まえて、県としても土地の使用に協力したい」とする姿勢を示している。球技場は現在の陸上競技場とほぼ同等の2万人収容規模で、Jリーグライセンス制度に基づいた客席に屋根を敷設するなど、寒冷地仕様のスタンドが計画され、2025年の完成を目指すことになった。しかし2023年4月27日にクラブ側の会見で、コロナ禍で調整に時間がかかっているうえ、物価上昇で建設コストが上がっていることなどから、2025年シーズン開幕には間に合わないという見通しを示した。新たな運用開始のメドは2027年を予定している。

## アクセス
鉄道
- JR奥羽本線天童南駅から徒歩20分[5]

バス
- JR奥羽本線・山形新幹線山形駅から山交バス・「漆山・天童温泉線」または「楯岡・北町線」で「東芳賀」で下車（徒歩15分）もしくは「陸橋南」で下車（徒歩30分）[6]

- JR奥羽本線天童駅東口の天童バスターミナルから山交バス・「（長岡経由）山形駅前行き」で「東芳賀」で下車（徒歩15分）
- 空港ライナー（山形空港連絡乗合タクシー）が松城町（パナソニック山形工場西側）に停車する。空港から1,000円[7]。
  - かつては山形駅 - 山形空港間の連絡バスが停車したが、2009年春以降は運行されていない。
- モンテディオ山形のホームゲーム開催時はシャトルバスが運行される。山形駅から40分[5]、天童駅ルートは運休中。

自動車
- JR奥羽本線・山形新幹線山形駅から自動車で40分[5]
- JR奥羽本線・山形新幹線天童駅から自動車で15分[5]
- 山形自動車道 山形北IC、東北中央自動車道 天童ICから共に約15分。スタジアムの駐車場は無料。

## ギャラリー

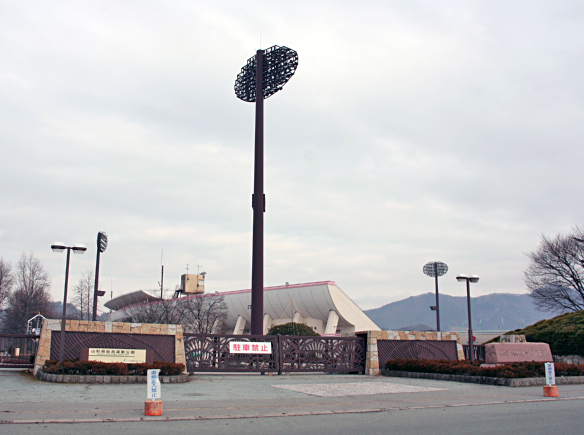
照明灯
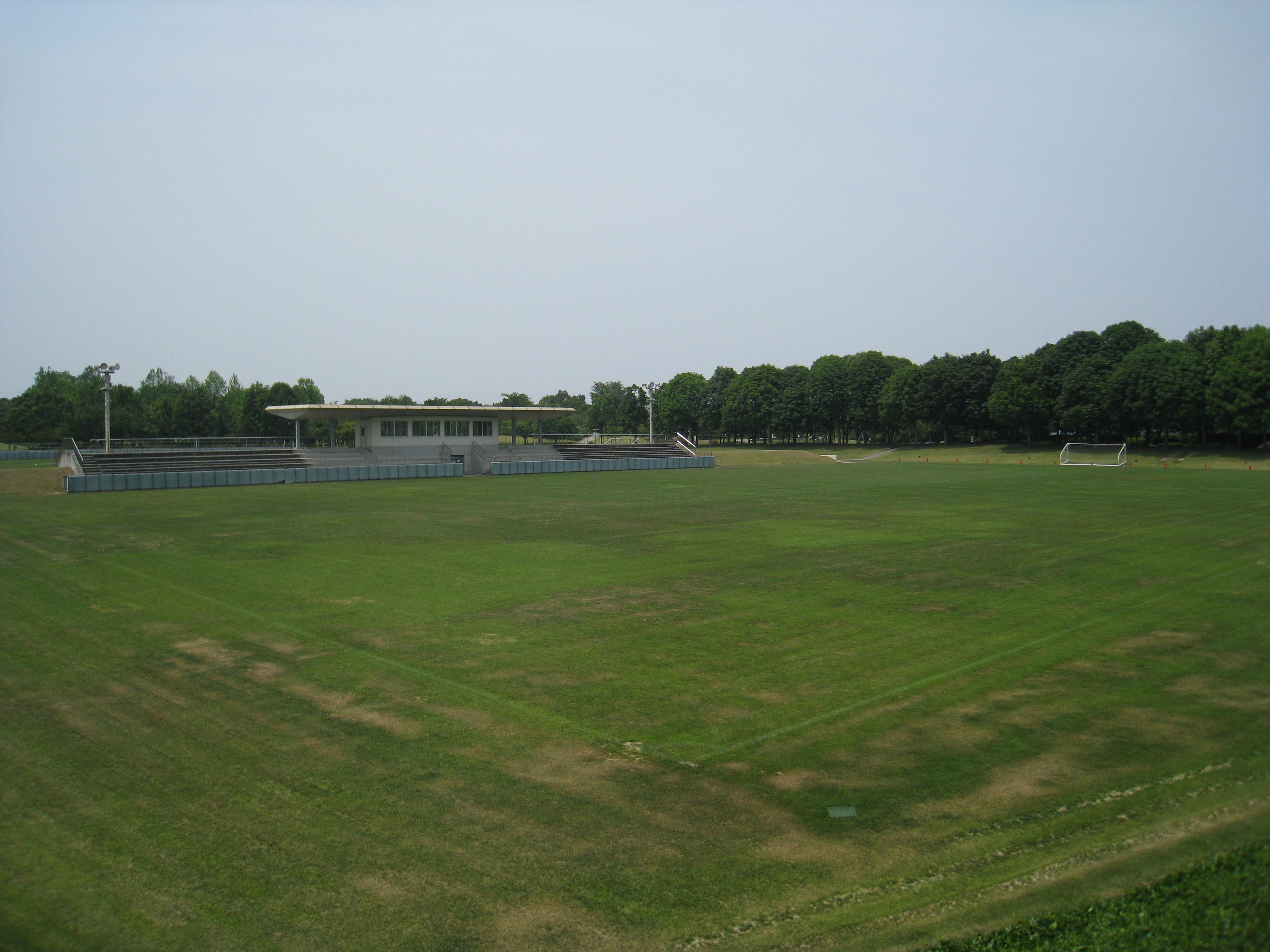
サッカー・ラグビー場